# Madrigalejo
Madrigalejo là một đô thị trong tỉnh Cáceres, Extremadura, Tây Ban Nha. Theo điều tra dân số 2006 (INE), đô thị này có dân số là 2075 người.

## Biến động dân số
| 2001 | 2002 | 2003 | 2004 | 2005 | 2006 |
| ---- | ---- | ---- | ---- | ---- | ---- |
| 2176 | 2122 | 2109 | 2102 | 2077 | 2075 |

39°08′B 05°37′T / 39,133°B 5,617°T